# Route nationale 37 (France)
Pour les articles homonymes, voir Route nationale 37.
De nos jours, la route nationale 37, ou RN 37, est une route nationale française  reliant l'A 6 à la route nationale 7, de Saint-Germain-sur-École à Barbizon. Elle correspond à l'ancienne RN 7E. Cette route doit être déclassée dans le réseau routier départemental, sauf la partie amont (bretelle de l’A6).
Mais autrefois, avant les déclassements de 1972, la route nationale 37 reliait Château-Thierry à Saint-Venant, au nord de Béthune. Elle a été déclassée en RD 1 de Château-Thierry à Coucy-le-Château-Auffrique et en RD 937 de Coucy-le-Château-Auffrique à Péronne et d'Arras à Saint-Venant. Le tronçon de Bapaume à Arras avait été renuméroté en RN 17 mais le décret du 5 décembre 2005 prévoit son déclassement.

## Tracé de l'A6 à la RN 7
- Échangeur entre A6 et RN 37
- : Cély, Milly-la-Forêt
- : Barbizon, Chailly-en-Bière
- Échangeur entre RD 607 et RD 637

## Ancien tracé de Château-Thierry à Saint-Venant

### De Château-Thierry à Coucy-le-Château (D 1)
- Château-Thierry (km 0)
- Bézuet, commune de Bézu-Saint-Germain (km 11)
- Rocourt-Saint-Martin (km 16)
- Breny (km 21)
- Oulchy-le-Château (km 23)
- Hartennes (km 31)
- Noyant-et-Aconin (km 38)
- Belleu (km 44)
- Soissons (km 45)
- Béthancourt, commune de Crécy-au-Mont (km 60)
- Coucy-le-Château-Auffrique (km 62)

### De Coucy-le-Château à Péronne (D 937)
- Coucy-le-Château-Auffrique (km 62)
- Folembray (km 67)
- Pierremande (km 71)
- Autreville (km 73)
- Chauny (km 77)
- Villequier-Aumont (km 82)
- Faillouël (km 86)
- Flavy-le-Martel (km 91)
- Cugny (km 93)
- Ham (km 101)
- Sancourt (km 105)
- Matigny (km 108)
- Croix (km 111)
- Athies (km 116)
- Péronne (km 128)

### De Péronne à Bapaume (D 917)
- Péronne (km 128)
- Feuillaucourt, commune d'Allaines (km 130)
- Bouchavesnes-Bergen (km 134)
- Rancourt (km 136)
- Sailly-Saillisel (km 139)
- Le Transloy (km 143)
- Beaulencourt (km 145)
- Bapaume (km 148)

### De Bapaume à Arras (D 917)
- Bapaume (km 148)
- Sapignies (km 152)
- Béhagnies (km 153)
- Ervillers (km 155)
- Boyelles (km 160)
- Boiry-Becquerelle (km 162)
- Mercatel (km 164)
- Beaurains (km 167)
- Achicourt (km 168)
- Arras (km 171)

### D'Arras à Saint-Venant (D 937)
- Arras (km 171)
- Sainte-Catherine-lès-Arras (km 173)
- La Targette, commune de Neuville-Saint-Vaast (km 179)
- Souchez (km 183)
- Aix-Noulette (km 188)
- Sains-en-Gohelle (km 191)
- Nœux-les-Mines (km 195)
- Béthune (km 202)
- Mont-Bernanchon (km 208)
- Robecq (km 211)
- Saint-Venant (km 214)